# Luis Antúnez Monzón
Luis Antúnez Monzón   (Las Palmas de Gran Canaria, 1845 - Barcelona, 29 de desembre de 1915) fou un polític canari, governador civil de Barcelona a finals del segle xix.
D'origen modest i de gran personalitat, va arribar a ser governador civil d'Ourense (1881), Còrdova, Lleida i Barcelona. Aquest càrrec el va ocupar de 1886 a 1890, coincidint com a alcalde de Barcelona Rius i Taulet, a qui va donar suport en l'embelliment de la ciutat. Una de les seves millors actuacions va ser la connexió de la xarxa de clavegueram de Gràcia amb la de Barcelona, cosa que deixà Gràcia pràcticament lliure d'inundacions.
També fou accidentalment governador civil de Madrid. Va ser promotor d'empreses importants a Las Palmas de Gran Canaria, entre elles les que van establir el primer tramvia de vapor entre Las Palmas i el Port, que després més tard, el Banc de Castella va transformar en elèctric. També va fer construir les Escoles del seu nom al barri de les Alcaravaneras i va fer una notable contribució a l'Asil de San José. Va deixar una quantitat considerable per construir l'Església de Nuestra Señora del Pino, al barri de Santa Catalina, on reposen les seves restes i les de la seva família.